# Virginie Déjazet
Paulina Virginia Déjazet, más conocida como Virginia Déjazet (París, 30 de agosto de 1798 - Belleville, 1 de diciembre de 1875), fue una bailarina, actriz y soprano soubrette francesa.

## Biografía
Virginie Déjazet, decimotercera y última hija de una humilde familia de artesanos, hizo su debut sobre un escenario como bailarina a la edad de cinco años. En 1806 y gracias a su hermana Thérèsa, bailarina en la Opéra de Paris, se inició en el mundo de la comedia en el Théâtre des Jeunes-Artistes, debutando un año después en el teatro Vaudeville.
Especializada en representar papeles masculinos, caricaturizándose y vistiéndose hasta el mínimo detalle, tanto desempeñó roles de personalidades tan conocidas como el Cardenal Richelieu, uno de sus personajes preferidos sobre los escenarios, Jean-Jacques Rousseau o Voltaire entre otros, así como también iterpretando personajes ficticios. En ocasiones, se bastaba sólo de su actuación y consiguiendo que el público permaneciese riendo durante más de una hora de actuación.
En 1817 actuó en el teatro Célestins de Lion hasta 1920, cuando se trasladó a Burdeos, formando parte del elenco del recién inaugurado teatro Marie Bell durante siete años, donde cosechó un gran éxito, especialmente durante las partes de soprano soubrette, que empezaron a ser conocidas popularmente como "Dejarets". En 1928 dejó el teatro Marie Bell para empezar a actuar en el Théâtre des Nouveautés de París, donde actuó durante tres años antes de trasladarse al Théâtre des Variétés.
En 1959, adquirió el café-concert del director francés Florimond Hervé, llamado Folies-Nouvelles, rebautizándolo como "Folies Déjazet" y finalmente, quedándose en Théâtre Déjazet, con actuaciones de la talla de José Dupuis. Posteriormente, pasó la gestión del mismo a su hijo Joseph Eugene Dejazet. También tenía una hija llamada Hermione, quien falleció el 18 de diciembre de 1877, conocida como cantante.
El 1 de diciembre de 1875, falleció en la anterior comuna de Belleville, actual París, siendo enterrada en el cementerio de Père-Lachaise.

## Representaciones destacadas
- 1823, La Loge du portier de Eugène Scribe y Édouard Mazères (Théâtre du Gymnase Marie-Bell).
- 1823, Le Confident de Eugène Scribe y Mélesville (Théâtre du Gymnase Marie-Bell).
- 1828, Le Mariage impossible de Mélesville y Pierre-Frédéric-Adolphe Carmouche (Théâtre des Variétés).
- 1829, Les Aventures et voyages du petit Jonas de Eugène Scribe y Jean-Henri Dupin (Théâtre des Nouveautés).
- 1829, Isaure de Théodore Nézel, Benjamin Antier y Marie-François-Denis-Térésa (Théâtre des Nouveautés).
- 1830, Le Bal champêtre au cinquième étage ou Rigolard chez lui de Emmanuel Théaulon y Achille Grégoire (Théâtre des Nouveautés).
- 1830, Les Trois Catherine de Paul Duport y Édouard Monnais (Théâtre des Nouveautés).
- 1831, L'Audience du Prince de Charles de Livry, Anicet Bourgeois y Ferdinand de Villeneuve (Théâtre du Palais Royal).
- 1831, Le Philtre champenois de Mélesville y Nicolas Brazier (Théâtre du Palais Royal).
- 1831, Le Tailleur et la fée ou les Chansons de Béranger de Joseph Langlé, Émile Vanderburch y Philippe-Auguste-Alfred Pittaud de Forges (Théâtre du Palais Royal).
- 1831, L'Enfance de Louis XII ou la Correction de nos pères de Antoine Simonnin y Mélesville (Théâtre du Palais Royal).
- 1832, Vert-Vert de Adolphe de Leuven y Philippe-Auguste-Alfred Pittaud de Forges (Théâtre du Palais Royal).
- 1833, Sophie Arnould de Adolphe de Leuven, Philippe-Auguste-Alfred Pittaud de Forges y Philippe-François Dumanoir (Théâtre du Palais Royal).
- 1834, Les Charmettes de Jean-François Bayard, Philippe-Auguste-Alfred Pittaud de Forges y Émile Vanderburch, Théâtre du Palais Royal
- 1834, Le Triolet bleu de Ferdinand de Villeneuve y Michel Masson (Théâtre du Palais Royal).
- 1834, Judith et Holopherne de Emmanuel Théaulon, Armand-Joseph Overnay y Théodore Nézel (Théâtre du Palais Royal).
- 1834, Frétillon ou La Bonne Fille de Jean-François Bayard y Alexis Decomberousse (Théâtre du Palais Royal).
- 1835, Les Beignets à la cour de Benjamin Antier y Hyacinthe-Jacques de La Motte Ango (Théâtre du Palais Royal).
- 1835, La Croix d'or de Charles Dupeuty y Michel-Nicolas Balisson de Rougemont(Théâtre du Palais Royal).
- 1835, La Périchole ou La Vierge du soleil de Emmanuel Théaulon y Philippe-Auguste-Alfred Pittaud de Forges (Théâtre du Palais Royal).
- 1835, La Fiole de Cagliostro de Anicet Bourgeois, Philippe-François Dumanoir y Édouard Brisebarre (Théâtre du Palais Royal).
- 1836, Les Chansons de Desaugiers de Frédéric de Courcy y Emmanuel Théaulon, Théâtre du Palais Royal
- 1836, La Marquise de Prétintaille de Jean-François Bayard y Philippe-François Dumanoir (Théâtre du Palais Royal).
- 1836, L'Oiseau bleu de Jean-François Bayard y Antoine-François Varner (Théâtre du Palais Royal).
- 1836, Madame Favart de Michel Masson y Saintine (Théâtre du Palais Royal).
- 1837, La Comtesse du tonneau ou Les Deux Cousines de Emmanuel Théaulon y Alexis Decomberousse (Théâtre du Palais Royal).
- 1837, Le Café des comédiens de Hippolyte Cogniard y Théodore Cogniard (Théâtre du Palais Royal).
- 1837, Suzanne de Eugène Guinot, Roger de Beauvoir y Mélesville (Théâtre du Palais Royal).
- 1838, La Maîtresse de langues de Adolphe de Leuven, Henri de Saint-Georges y Philippe-François Dumanoir (Théâtre du Palais Royal).
- 1838, Mademoiselle Dangeville de Ferdinand de Villeneuve y Charles de Livry (Théâtre du Palais Royal).
- 1838, Les Deux Pigeons de Michel Masson y Saintine (Théâtre du Palais Royal).
- 1839, Rothomago, revisión de Hippolyte Cogniard y Théodore Cogniard (Théâtre du Palais Royal).
- 1839, Nanon, Ninon et Maintenon ou Les Trois Boudoirs de Emmanuel Théaulon, Jean-Pierre Lesguillon y Achille d'Artois (Théâtre du Palais Royal).
- 1839, Argentine de Gabriel de Lurieu, Charles Dupeuty y Michel Delaporte (Théâtre du Palais Royal).
- 1839, Les Premières Armes de Richelieu de Jean-François Bayard y Philippe-François Dumanoir (Théâtre du Palais Royal).
- 1840, Indiana et Charlemagne de Jean-François Bayard y Philippe-François Dumanoir (Théâtre du Palais Royal).
- 1841, Mademoiselle Sallé de Jean-François Bayard, Philippe-François Dumanoir y Saintine (Théâtre du Palais Royal).
- 1841, Le Vicomte de Létorières de Jean-François Bayard y Philippe-François Dumanoir (Théâtre du Palais Royal).
- 1842, Le Capitaine Charlotte de Jean-François Bayard y Philippe-François Dumanoir (Théâtre du Palais Royal).
- 1842, Deux-Ânes de Mélesville y Pierre-Frédéric-Adolphe Carmouche (Théâtre du Palais Royal).
- 1844, Carlo et Carlin de Mélesville y Philippe-François Dumanoir (Théâtre du Palais Royal).
- 1846, Gentil-Bernard ou L'Art d'aimer de Philippe-François Dumanoir y Clairville, (Théâtre du Palais Royal).
- 1847, L'Enfant de l'amour ou Les Deux Marquis de Saint-Jacques, ou Saint-Jacques de Jean-François Bayard y Eugène Guinot (Théâtre des Variétés).
- 1850, Lully ou Les Petits Violons de Mademoiselle de Philippe-François Dumanoir y Clairville (Théâtre des Variétés).
- 1853, Les Trois Gamins de Émile Vanderburch y Clairville (Théâtre des Variétés).
- 1860, Monsieur Garat de Victorien Sardou (Théâtre du Palais Royal).
- 1870, Les Pistolets de mon père de Charles-Marie Flor O'Squarr (Théâtre Déjazet).